# 貝加爾湖紅點鮭
貝加爾湖紅點鮭，為輻鰭魚綱鮭形目鮭科的其中一種，為溫帶淡水魚，分布於俄羅斯貝加爾湖北部Frolikha湖與Frolikha河流域，體長可達70公分，棲息在底中層水域，生活習性不明。